# Gunnar Sjölin
Gunnar Enock Sjölin (* 9. März 1924 in Sandarne; † 20. Juli 2015 in Söderhamn) war ein schwedischer Eisschnellläufer.

## Werdegang
Sjölin, der für den Sandarne SoIF aus Söderhamn und den IK Wega aus Göteborg startete, nahm von 1953 bis 1960 an internationalen Wettbewerben teil und errang dabei bei der Mehrkampfeuropameisterschaft 1954 in Davos den 21. Platz im Großen Vierkampf. In der Saison 1954/55 kam er bei der Mehrkampfeuropameisterschaft 1955 in Falun auf den 15. Platz und bei der Mehrkampfweltmeisterschaft 1955 in Moskau auf den zehnten Rang im Großen Vierkampf. Nach Platz 12 über 5000 m bei den Olympischen Winterspielen 1956 in Cortina d’Ampezzo in der Saison 1955/56, belegte er bei der Mehrkampfweltmeisterschaft 1956 in Oslo den 16. Platz und bei der Mehrkampfeuropameisterschaft 1956 in Helsinki den 12. Rang im Großen Vierkampf. In den folgenden Jahren lief er bei der Mehrkampfeuropameisterschaft 1957 in Oslo auf den sechsten Platz, bei der Mehrkampfweltmeisterschaft 1957 in Östersund auf den siebten Rang und bei der Mehrkampfweltmeisterschaft 1959 in Oslo auf den 24. Platz im Großen Vierkampf. Letztmals international startete er bei den Olympischen Winterspielen 1960 in Squaw Valley, wo er den 33. Platz über 500 m und den 15. Platz über 1500 m errang. Seine beste Platzierung bei schwedischen Mehrkampfmeisterschaften erreichte er in den Jahren 1954, 1956 und 1957 mit dem zweiten Platz.

## Erfolge

### Olympische Spiele
- 1956 Cortina d’Ampezzo: 12. Platz 5000 m
- 1960 Squaw Valley: 15. Platz 1500 m, 33. Platz 500 m

### Mehrkampfweltmeisterschaften
- 1955 Moskau: 10. Platz Großer Vierkampf
- 1956 Oslo: 16. Platz Großer Vierkampf
- 1957 Östersund: 7. Platz Großer Vierkampf
- 1959 Oslo: 24. Platz Großer Vierkampf

### Mehrkampfeuropameisterschaften
- 1954 Davos: 21. Platz Großer Vierkampf
- 1955 Falun: 15. Platz Großer Vierkampf
- 1956 Helsinki: 12. Platz Großer Vierkampf
- 1957 Oslo: 6. Platz Großer Vierkampf

## Persönliche Bestleistungen
| Disziplin | Zeit        | Datum             | Ort          |
| --------- | ----------- | ----------------- | ------------ |
| 500 m     | 43,2 s      | 28. Februar 1960  | Squaw Valley |
| 1000 m    | 1:31,2 min  | 18. Dezember 1957 | Falun        |
| 1500 m    | 2:11,8 min  | 17. Februar 1960  | Squaw Valley |
| 3000 m    | 4:49,4 min  | 12. März 1960     | Kiruna       |
| 5000 m    | 7:59,8 min  | 16. Februar 1960  | Squaw Valley |
| 10.000 m  | 17:15,4 min | 16. Februar 1957  | Östersund    |